# Twice
Twice (koreansk: 트와이스) er en sydkoreansk pigegruppe dannet af JYP Entertainment i 2015. Gruppen består af ni medlemmer: Nayeon, Jeongyeon, Momo, Sana, Jihyo, Mina, Dahyun, Chaeyoung og Tzuyu. TWICE debuterede den 20. oktober 2015 med deres første mini-album "The Story Begins". Gruppen har udgivet en række hits, herunder "Cheer Up", "TT" og "Fancy".